# Douglas Durst
Douglas Durst (19 décembre 1944) est un homme d'affaires américain. Investisseur et promoteur immobilier de New York, il est le fils cadet du magnat de l'immobilier Seymour Durst qui en fait l'héritier de son empire lorsqu'il se retire du monde des affaires, au grand dam de son frère ainé Robert, ce qui ne manqua pas de provoquer une rixe entre les deux hommes.
C'est ainsi qu'en 1992, Douglas Durst devient le président de la Durst Organization (en).